# پیسون (یوتا)
پیسون (به انگلیسی: Payson) شهری در ایالت یوتا کشور ایالات متحده آمریکا است که جمعیت آن در سرشماری سال ۲۰۱۰ میلادی، ۱۸٬۲۹۴ نفر بوده‌است.